# フェイス (ジョージ・マイケルのアルバム)
『フェイス』(Faith)はイギリスのシンガーソングライター、ジョージ・マイケルのソロデビューアルバム。1987年10月30日発売。

## 概要
アメリカだけでも1,000万枚以上を売り上げており、全世界で2,500万枚以上のセールスを記録し、RIAAからダイヤモンドディスクを授与された。
アルバムからリリースされた5枚のシングルは全てビルボードHOT100の5位以内にチャートインし、リードシングルの「Faith」から、「Father Figure」、「One More Try」、「Monkey」と4曲立て続けにナンバーワンヒットとなった。また白人がリリースしたアルバムで初めてR&Bチャート（Hot R&B/Hip-Hop Songs）の1位を獲得したアルバムとしても知られている。タイトル曲の「Faith」は、日本で1988年にスバル・レックスのCMソングに起用された。

## 背景
1982年にワム!の一員としてデビューしたジョージ・マイケルは、デビュー時から付きまとったデュオのアイドル的イメージと音楽性に対する批判の声に疲れ、1986年のアルバム『Music from the Edge of Heaven』リリース後にワム!を解散させる。アルバムプロモーション時から自分の曲を書き溜めてきたジョージは1986年4月にソロ曲「A Different Corner」をリリース。1984年に自身初のソロ名義シングルである「Careless Whisper」をリリースしていたこともあり、徐々にソロアーティストとしての頭角を現していく。

## 制作
レコーディングは1986年から翌1987年にかけて、デンマークのPukスタジオとロンドンのSarm Westスタジオにて行われ、ジョージにとって初めてとなるデジタル録音で制作された。作詞・作曲のみならず（「Look at Your Hands」のみデヴィッド・オースティンとの共作）、編曲やプロデュース、ギターやベースギター、キーボードなど、多くの楽器演奏も自身の手で行った。

## ワールドツアー
1988年2月にアルバムを引っ提げた「Faith World Tour」を日本武道館から開始。ロサンゼルスではアレサ・フランクリンとステージで共演、「愛のおとずれ」を披露した。ツアーは翌年7月まで行われた。

## 評価
1989年にグラミー賞のアルバム・オブ・ザ・イヤーを受賞したほか、数々の賞に輝いた。1989年、アルバムはローリング・ストーンが選ぶ1980年代のベスト100の84位、1987年のベスト100の57位に選出された。2012年に472位に繰り上げられた。2005年のチャンネル4の調査ではオールタイムベストアルバム100の79位に選出。2006年、Q誌は1980年代のベスト40の24位に選出。ローリング・ストーンが選ぶオールタイムベストアルバム（2020年版）の151位に選出。

## 収録曲
特筆ない限りジョージ・マイケルの作詞・作曲
A面
1. フェイス / Faith - 3:16
2. ファザー・フィギュア / Father Figure - 5:35
3. アイ・ウォント・ユア・セックス / I Want Your Sex (Parts I & II) - 9:17
4. ワン・モア・トライ / One More Try - 5:50

B面
1. ハード・デイ / Hard Day - 4:48
2. ハンド・トゥ・マウス / Hand to Mouth - 4:36
3. ルック・アット・ユア・ハンズ / Look at Your Hands （ジョージ・マイケル、デヴィッド・オースティン） - 4:37
4. モンキー / Monkey - 5:06
5. キッシング・ア・フール / Kissing a Fool - 4:35

### CD、カセット版ボーナス・トラック
1. Hard Day (Shep Pettibone Remix) – 6:29
2. A Last Request (I Want Your Sex Part III)" – 3:48

### 2011年リマスター版
Disc 1
- 9曲目までオリジナル版に同じ[19]

1. A Last Request (I Want Your Sex Part III)" – 3:48

Disc 2
1. Faith (Instrumental) - 3:16
2. Fantasy - 5:02
3. Hard Day (Shep Pettibone Mix) - 9:04
4. I Believe (When I Fall in Love It Will Be Forever) (Live) (Stevie Wonder, Yvonne Wright) - 7:03
5. Kissing a Fool (Instrumental) - 4:35
6. Love's in Need of Love Today (Live) (Wonder) - 4:43
7. Monkey (7" Edit) [20]- 4:48
8. Monkey (A Capella & Beats) - 7:27
9. Monkey (Jam & Lewis Remix) - 8:10

DVD
1. George Michael & Jonathan Ross Have Words (1987)
2. Music Money Love Faith (February 1988)
3. I Want Your Sex - promo video (re-synched with re-mastered audio)
4. I Want Your Sex (Uncensored) - promo video
5. Faith - promo video
6. Father Figure - promo video
7. One More Try - promo video
8. Monkey - promo video
9. Kissing a Fool - promo video

## 参加ミュージシャン
- ジョージ・マイケル - ボーカル、キーボード、ギター、ベースギター、ドラムス
- ロバート・アーワイ - ギター
- J.J. ベル - ギター
- ヒュー・バーンズ - ギター
- ロディ・マシューズ - ギター (#7)
- クリス・キャメロン - ピアノ、パイプ・オルガン、キーボード、コーラス
- ベッツィ・クック - キーボード
- ダニー・スクーガー - キーボード
- デオン・エスタス - ベースギター
- イアン・トーマス - ドラムス
- アンディ・ダンカン - パーカッション
- スティーヴ・シドウェル - ホーン
- ジェイミー・タルボット - ホーン
- リック・テイラー - ホーン
- ポール・スポング - ホーン
- マルコム・グリフィス - ホーン
- マーク・チャンドラー - ホーン
- スティーヴ・ウォーターマン - ホーン
- シャーリー・ルイス - コーラス